# Caspar Stoll

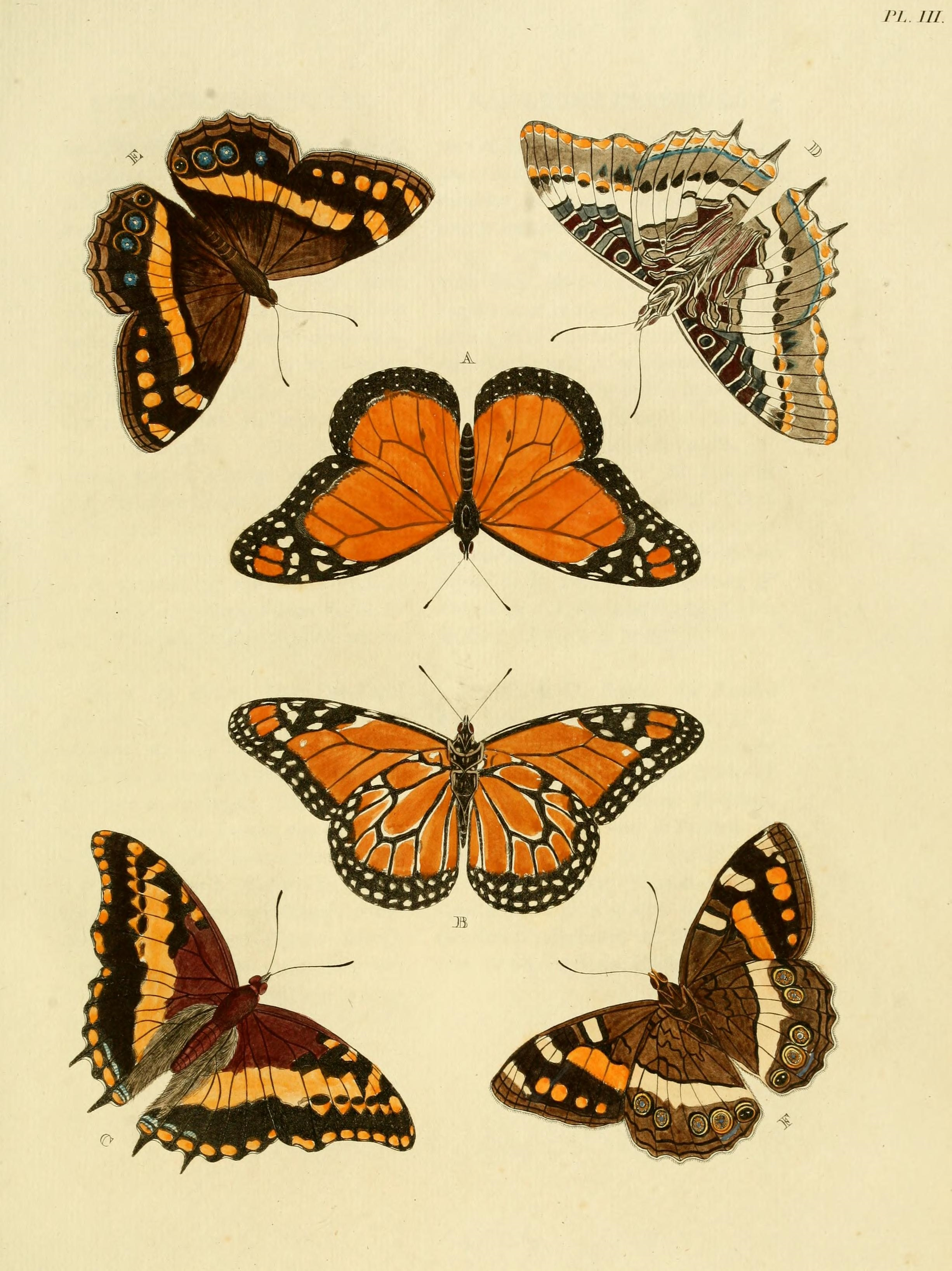
Exotische vlinders door Gerrit Wartenaar Lambertsz, plaat III uit "De Uitlandsche Kapellen", deel 1, met Papilio erippus (A, B), Papilio pelias (C, D) en Papilio tulbaghia (E, F).

Caspar Stoll (late jaren 1720, Landgraafschap Hessen-Kassel – begraven 2 januari 1792, Amsterdam) was een klerk (commies de recherche) bij de Admiraliteit van Amsterdam en is bekend geworden door de uitgave van De Uitlandsche Kapellen, een werk in de Nederlandse en Franse taal over exotische vlinders, afkomstig uit de Indische Archipel, Ceylon, Sierra Leone en Suriname. Dit vierdelig werk plus supplement was begonnen door Pieter Cramer, die echter in 1776 overleed terwijl deel 1 nog niet in z'n geheel was verschenen, en Stoll maakte het werk (vier delen plus supplement) af.

## Biografie
Het is niet duidelijk wanneer Caspar Stoll werd geboren, maar het moet tussen 1725 en 1730 geweest zijn en hij was, evenals zijn broer Georg Daniel, afkomstig uit Hessen-Kassel. Vermoedelijk werkte hij eerst op een notariskantoor in Den Haag. Zijn eerste vrouw was Maria Sardijn; ze trouwden op 18 januari 1761 in Scheveningen. Het echtpaar liet in Den Haag vier kinderen dopen: Willem (1764, overleed al na 14 weken), Anna Elisabeth (1765), Willem (1766) en Geertruida Frederika (1767). Van de twee jongens in 1764 en 1766 werd prins Willem V peetoom. In 1766 kreeg Stoll een aanstelling in Amsterdam; hij betrok een huis op de Haarlemmerdijk, niet ver van de Eenhoornsluis. In 1778 werd hij er eigenaar van. In Amsterdam kreeg het paar nog eens vier kinderen: Caspar (1769), Margaretha Casparina Femia (1770), Johanna Margaretha (1772) en nog een Caspar (1773).
Nadat zijn eerste vrouw in juni 1786 was gestorven, trouwde hij met Anna Elizabeth Kaal, afkomstig uit Hamburg. Toen ze 21 oktober 1791 op huwelijkse voorwaarden trouwden was er reeds een baby. Op 22 december maakte Caspar Stoll zijn testament op. Voor het einde van dat jaar overleed hij. Met Anna Elizabeth kreeg hij nóg een zoon, Caspar Timotheus Fredrik (1792) die werd geboren na zijn overlijden. Na precies een jaar hertrouwde de weduwe Anna Elizabeth met Abraham Rudolph van Wijlick, een burgemeester van Edam.
Op de titelpagina van onder andere het "Aanhangsel van het Werk De Uitlandsche Kapellen", staat dat Caspar Stoll lid was van het Natuuronderzoekend Genoodschap [sic] te Halle, niet te verwarren met de daar pas sinds 1878 permanent gevestigde Leopoldina.

## Uitlandsche kapellen
Tussen 1775 en 1782 verschenen 33 katernen van De Uitlandsche Kapellen. Er schreven zich 270 mensen op in. Iedere drie maanden verscheen een nieuw katern, dat later kon worden ingebonden in in totaal 4 delen en 1 supplement. Er zijn voor dit werk diverse verzamelaars van vlinders benaderd om hun collectie tijdelijk ter beschikking te stellen; onder hen zijn stadhouder Willem V, Hans Willem van Aylva, baron Rengers, en Joan Raye, die geboren was in Suriname. De vlinders zijn nagetekend en ingekleurd door Gerrit Wartenaar, een onbekend Amsterdams kunstenaar uit de Jordaan. De uitgave werd opgedragen aan de leden van Concordia et Libertate, een patriottisch genootschap, gevestigd in de Kalverstraat.
De uitgave is op dezelfde leest geschoeid als het werk van Maria Sibylla Merian en werd uitgebracht in opdracht van de Amsterdamse wolhandelaar, verzamelaar en kenner Pieter Cramer. Na de uitgave van het achtste katern kwam Pieter Cramer op 26 september 1776 te overlijden. Caspar Stoll kreeg opdracht om de uitgave voort te zetten. Na vijftien jaar beschrijven en tekenen was het werk, met de uitgave van het supplement op de eerste vier delen, compleet. Het werk is te vinden in de collectie van Teylers Museum in Haarlem.

## Werken
- De Uitlandsche Kapellen (samen met Pieter Cramer) en Aanhangsel van het Werk De Uitlandsche Kapellen, ([1775-] 1779-1782 [-1791]), uitgegeven deel 1 t/m 4 door S.J. Baalde, Amsterdam, Aanhangsel door Nic. Th. Gravius, Amsterdam.
  - deel 1, 1779, platen I-XCVI en beschrijving van platen I-XCVI op website Göttinger Digitalisierungszentrum.[12]
  - deel 2, 1779, platen XCVII-CXCII en beschrijving van platen XCVII-CXCII op website GDZ.[13]
  - deel 3, 1782, platen CXCIII-CCLXXXVIII en beschrijving van platen CXCIII-CCLXXXVIII op website GDZ.[14]
  - deel 4, 1782, platen CCLXXXIX-CCCC en beschrijving van platen CCLXXXIX-CCCC op website GDZ.[15]
  - Aanhangsel, platen I-XLII en beschrijving van platen I-XLII op website GDZ.[16]

Van het Aanhangsel verscheen deel I (pl. I-VIII) in 1787, deel II (pl. IX-XVI), deel III (pl. XVII-XXIV), deel IV (pl. XXV-XXXII) en deel V (pl. XXXIII-XLII) verschenen in 1790, de "Naamwyzer" (index) en titelpagina in 1791.
De Uitlandsche Kapellen is een sleutelwerk in de geschiedenis van de entomologie. Er is gebruikgemaakt van de nieuwe nomenclatuur van Linnaeus. Speciaal voor de studie der Oost- en West-Indische vlinders is dit werk van fundamentele betekenis: veel vlinders zijn voor de eerste keer beschreven, afgebeeld en benoemd.
- Proeve van eene rangschikkinge der donsvleugelige insecten, Lepidopterae, 1782.

- De afbeeldingen der uitlandsche dag- en nagtkapellen, voorkomende in de vier deelen van het werk van wijlen den heere Peter Cramer: in orde gebragt en gevolgd naar mijne proeve van eene systematische rangschikkinge etc., Amsterdam, 1787.

- Natuurlyke en naar 't leeven naauwkeurig gekleurde afbeeldingen en beschryvingen der spooken, wandelende bladen, zabelspringhaanen, krekels, treksprinkhaanen en kakkerlakken, in alle vier deelen der waereld Europa, Asia, Afrika en America huishoudende, by een verzamelt en beschreeven door Caspar Stoll, uitgegeven door Jan Christiaan Sepp, Amsterdam, 1787.
  - hele werk op website GDZ.

- Natuurlyke en naar 't leeven naauwkeurig gekleurde afbeeldingen en beschryvingen der cicaden, in alle vier waerelds deelen Europa, Asia, Africa en America huishoudende, by een verzameld en beschreeven door Caspar Stoll, uitgegeven door Jan Christiaan Sepp, Amsterdam, 1788.[17]
  - platen I-XXIX, beschrijvingen op website GDZ.[18]

- Natuurlyke en naar 't leeven naauwkeurig gekleurde afbeeldingen en beschryvingen der wantzen, in alle vier waerelds deelen Europa, Asia, Africa en America huishoudende, uitgegeven door Jan Christiaan Sepp, Amsterdam, 1788.
  - plaat I-XLI op website GDZ.

## Afbeeldingen

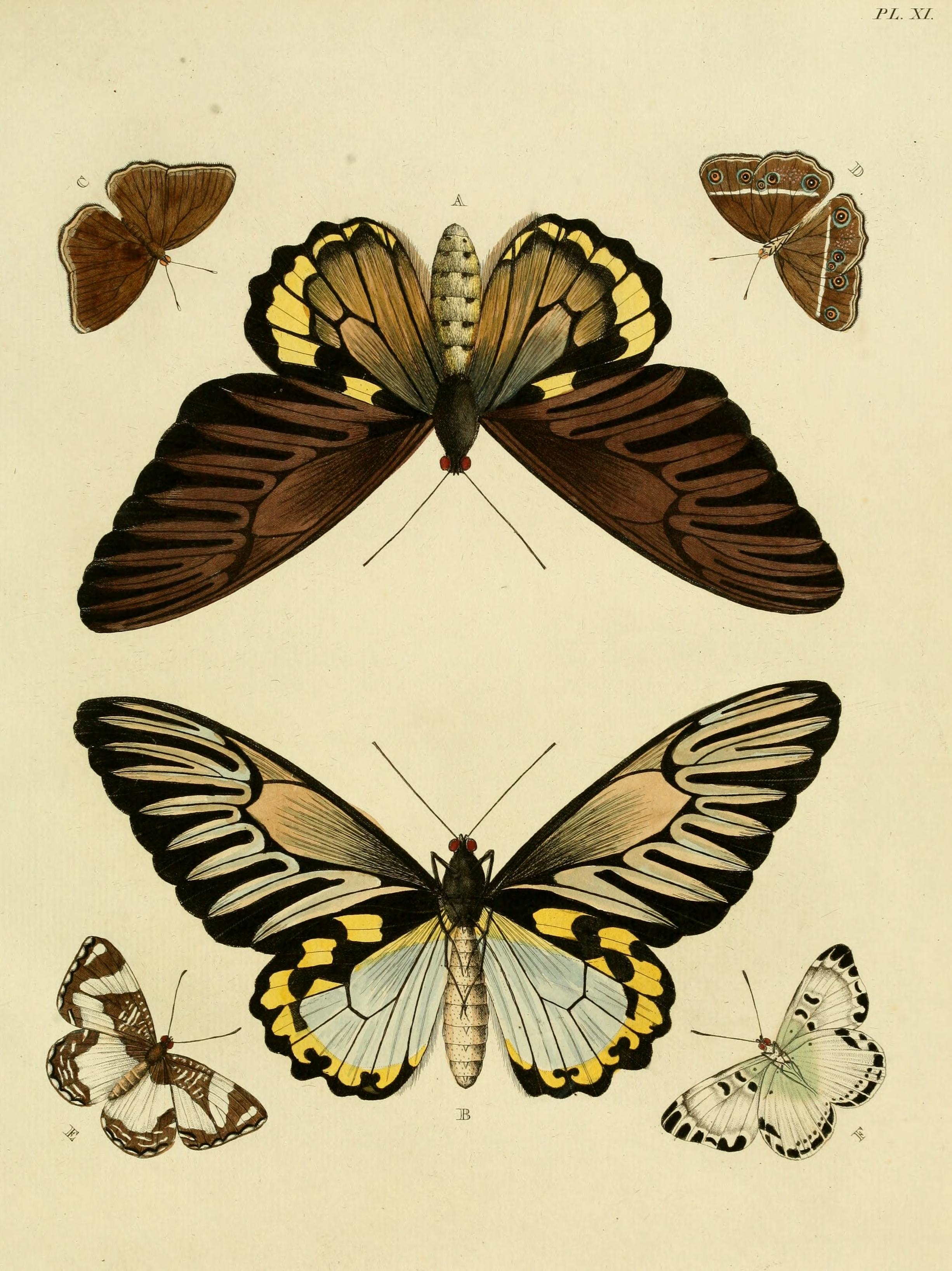
De Uitlandsche Kapellen deel 1, plaat XL
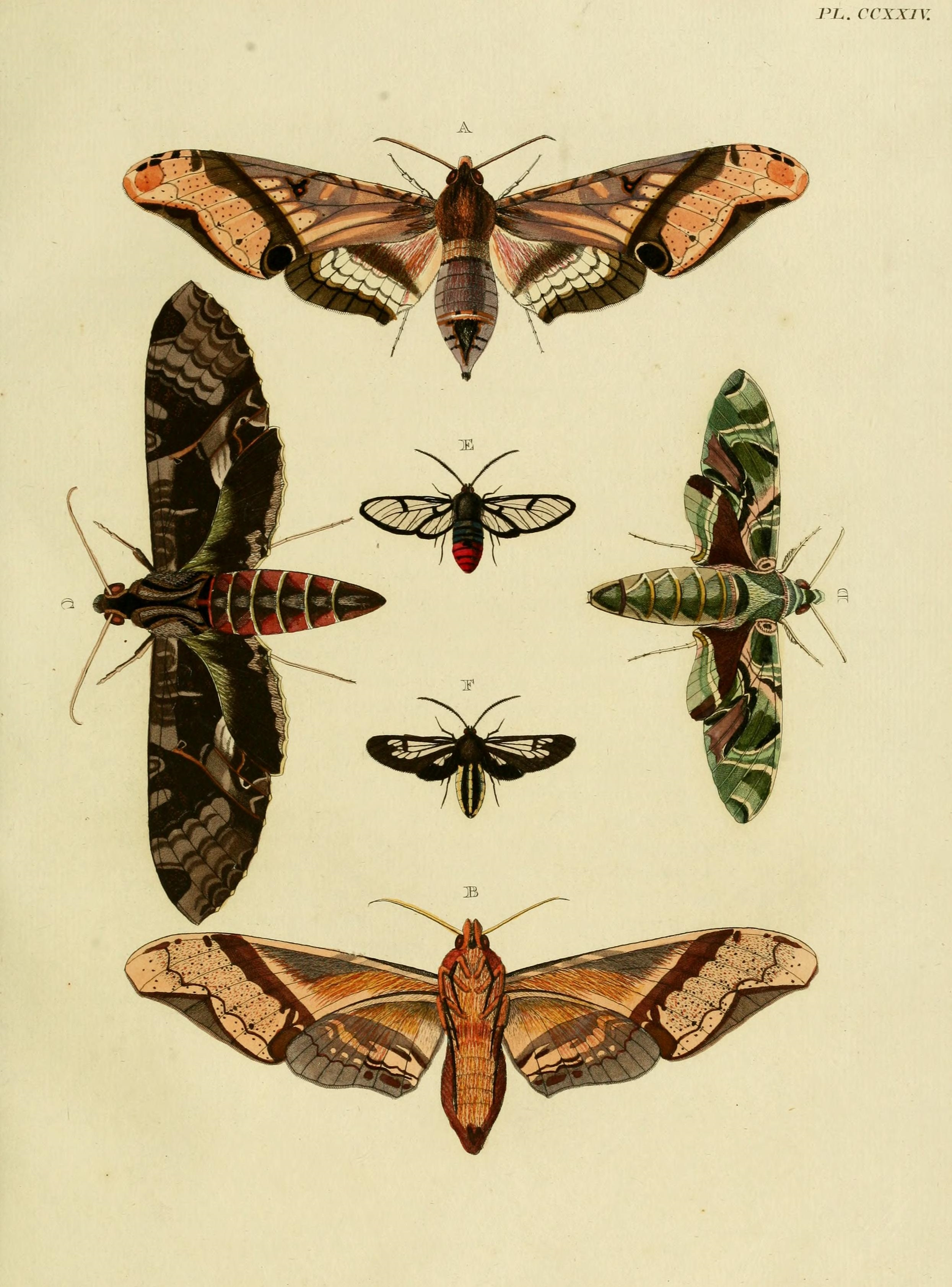
De Uitlandsche Kapellen deel 3, plaat CCXXIV
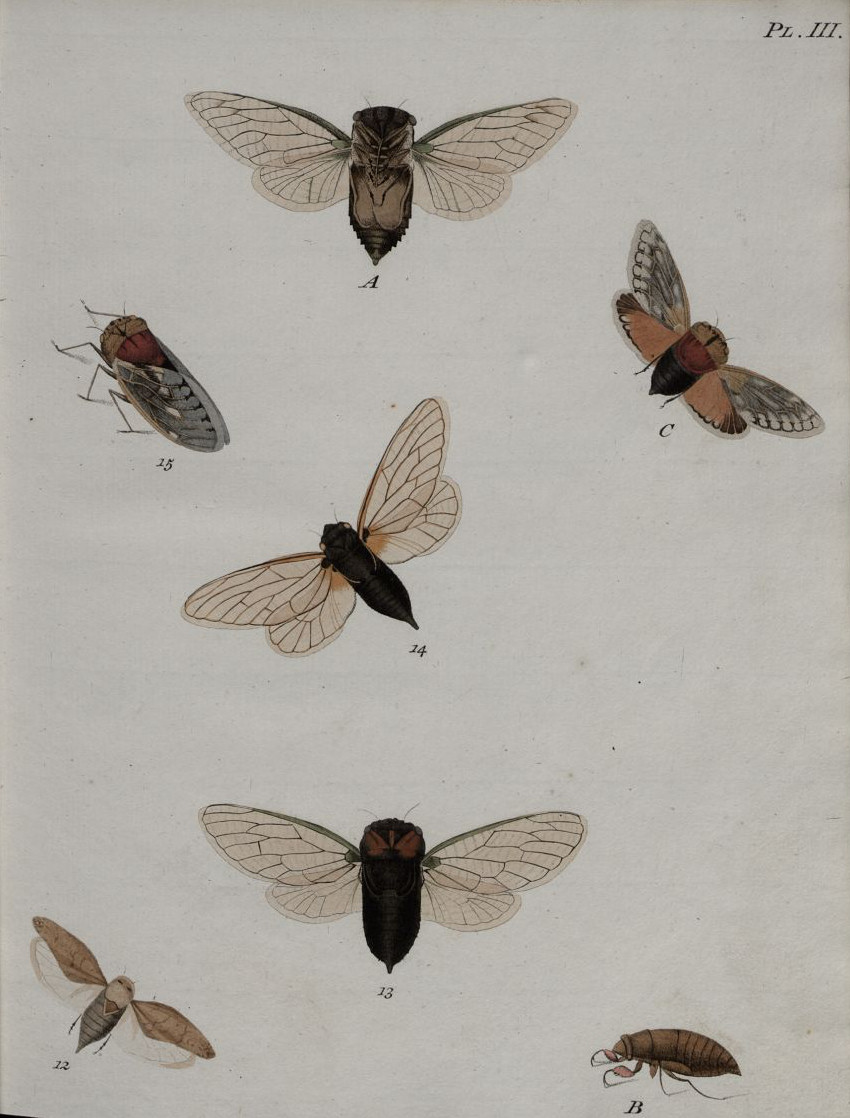
Natuurlyke [...] afbeeldingen en beschryvingen der cicaden etc. plaat III
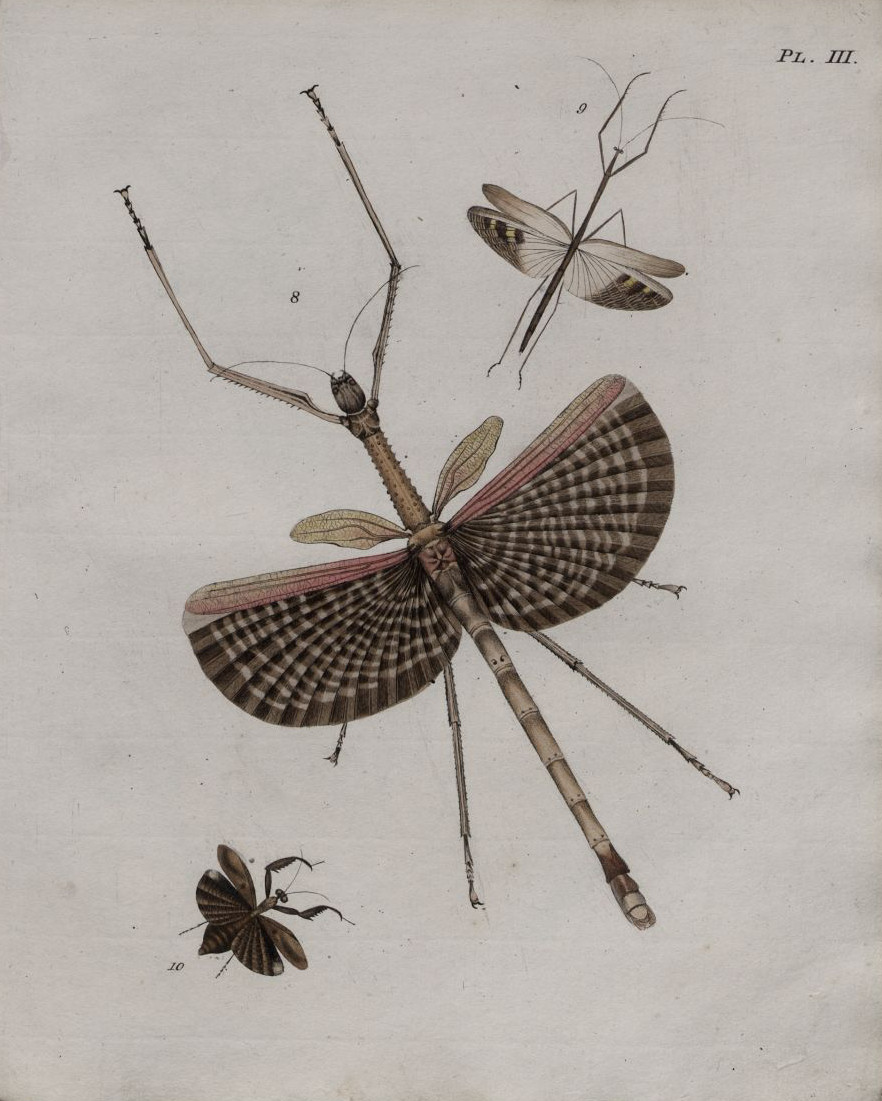
Natuurlyke [...] afbeeldingen en beschryvingen der spooken etc. plaat III

## Appendix
- Gemeinsame Normdatei: 140529039
- International Standard Name Identifier: 0000 0001 1862 1073
- Library of Congress Control Number: no2009137364
- Nationale Bibliotheek van Tsjechië: mzk2010611292
- Système universitaire de documentation: 087401274
- Virtual International Authority File: 155524431
- WorldCat: E39PBJx8GqtTr68BdWqr6XXfMP